# Siganar Kaboukout
Pour les articles homonymes, voir Siganar.
Siganar Kaboukout est un village du Sénégal situé en Basse-Casamance. Il fait partie de la communauté rurale d'Oukout, dans l'arrondissement de Loudia Ouoloff, le département d'Oussouye et la région de Ziguinchor.
Lors du dernier recensement (2002), la localité comptait 284 habitants et 40 ménages.